# Centro de Medios Audiovisuales
Centro de Medios Audiovisuales, también conocido como C.E.M.A, fue una productora de cine y videos que surgió 1982 dirigido por Esteban Schroeder, Eduardo Casanova y otros.

## Historia
Esta productora surgió a principios de la década de 1980, cuando la dictadura cívico militar estaba terminando y productores y cineastas estaban volviendo del exilio y era época de gran fervor creativo y de libertad.
Los inicios de CEMA pueden establecerse entre 1979 y 1981 cuando el fotógrafo Esteban Schroeder se reunía con el antropólogo Darío Ubilla y algunos educadores y sociólogos opuestos a la dictadura. Su iniciativa fue valerse de herramientas audiovisuales (slides, diapomontajes, luego películas en Súper 8) para fomentar debates y trabajar a través de organizaciones civiles resistentes pero toleradas por el régimen. Recibieron un primer fondo solidario de 8.000 dólares provenientes de Canadá que los ayudan a sentar las bases para un trabajo colectivo modesto y de índole documental con el fin de “recuperar la expresión audiovisual propia como una necesidad de la sociedad civil uruguaya".
Su actividad finalizó en 1994 pero durante esos años produjeron documentales, videofilms  y películas cortas que fueron digitalizados 41 obras con la colaboración del Instituto de Ciencias de la Comunicación actual FIC en 2016

## Obras
Produjeron documentales en video como:
- Sala de espera (1988)
- Uruguay, las cuentas pendientes (1989)
- La esperanza incierta (1991)
- Tahití
- Mamá era punk